# Nietoperek
Nietoperek este o arie protejată (sit de importanță comunitară — SCI) din Polonia întinsă pe o suprafață de 7.377,37 ha, integral pe uscat.

## Localizare
Centrul sitului Nietoperek este situat la coordonatele 52°23′40″N 15°28′50″E / 52.3944°N 15.4806°E.

## Înființare
Situl Nietoperek a fost declarat sit de importanță comunitară în aprilie 2004 pentru a proteja 6 specii de animale.

## Biodiversitate
Situată în ecoregiunea continentală, aria protejată nu include niciun habitat protejat.
La baza desemnării sitului se află mai multe specii protejate:
- amfibieni (2): buhai de baltă cu burta roșie (Bombina bombina), triton cu creastă (Triturus cristatus)
- mamifere (4): liliac cârn (Barbastella barbastellus), liliac cu urechi mari (Myotis bechsteinii), liliac de iaz (Myotis dasycneme), liliac comun (Myotis myotis)